# Zamek Karlova Koruna
Zamek Karlova Koruna (cz. Karlova Koruna) – zabytkowy zamek na wzgórzu Chlumec (Východolabská tabule) (257 m n.p.m.) w zachodniej części miasta Chlumec nad Cidlinou w powiecie Hradec Králové  (Czechy).
Pierwsza pisemna wzmianka o rezydencji pochodzi z 1424. Na początku XVI w. budowla otrzymała nową fortyfikację zgodną z zasadami renesansu. Na początku XVII w. twierdza  stała się własnością rodu Kinskich. Spadkobierca posiadłości Franz Ferdinand Kinsky (1678– 1741) w latach 1721–1723 zbudował nowy obiekt wg planów architekta Jana Blažeja Santini-Aichela. Na cześć wizyty cesarza Karola VI (1685–1740) nowy zamek nazwano Karlova Koruna. W otoczeniu zabudowań gospodarczych wybudowano Trakty Terezjański i Lichtensteina. 
Wnuk Franza Ferdinanda – Franz Ferdynand  (1738–1806) w 1761 ożenił się z Marią Krystyną Liechtenstein (1741 –1819).
Rodzina Kinskich posiadała posiadłość do 1948. W 1992 została jej zwrócona.

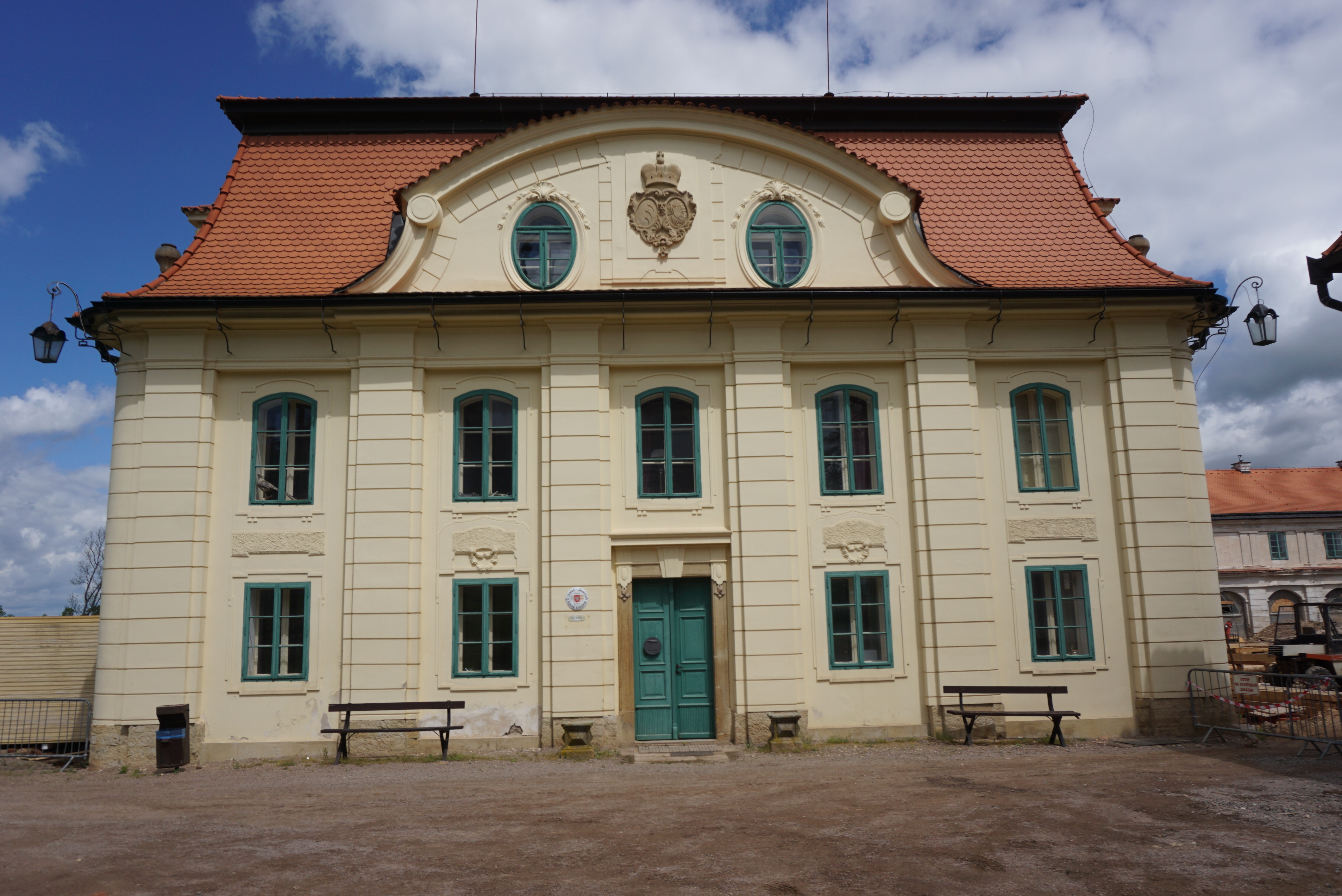
Fronton z herbami
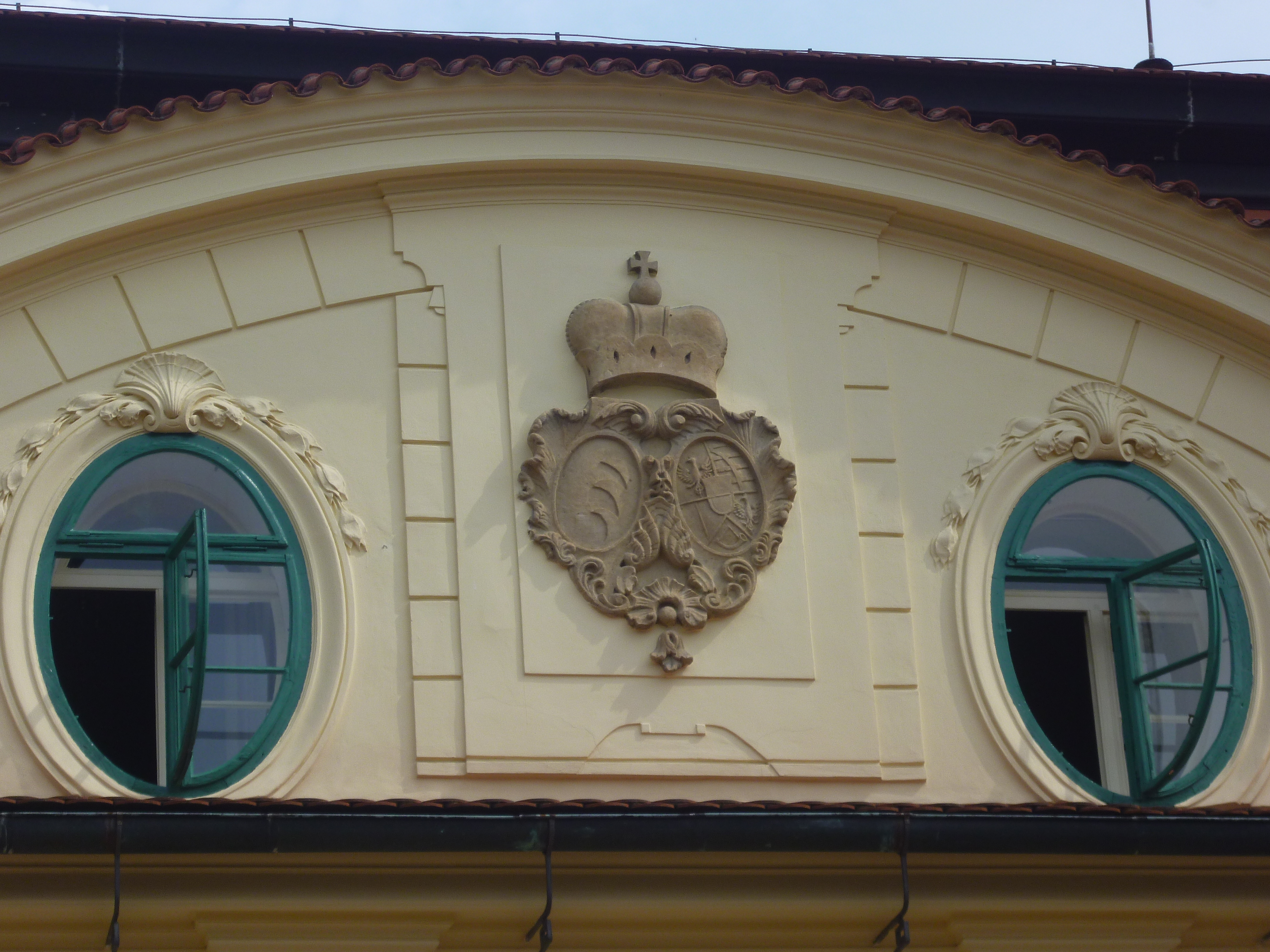
Herby Kinsky i Liechtenstein
Herb Franza Kinskiego (1738–1806)
Herb Marii Liechtenstein